# Yalama
Yalama è un comune dell'Azerbaigian situato nel distretto di Xaçmaz. Conta una popolazione di 4 762 abitanti.